# Theroscopus fasciatulus
Theroscopus fasciatulus är en stekelart som beskrevs av Horstmann 1979. Theroscopus fasciatulus ingår i släktet Theroscopus och familjen brokparasitsteklar. Arten är reproducerande i Sverige. Inga underarter finns listade i Catalogue of Life.